# Stadtveen, Kesselmoor, Süd-Tannenmoor
Stadtveen, Kesselmoor, Süd-Tannenmoor este o arie protejată (arie specială de conservare — SAC, sit de importanță comunitară — SCI) din Germania întinsă pe o suprafață de 30 ha, integral pe uscat.

## Localizare
Centrul sitului Stadtveen, Kesselmoor, Süd-Tannenmoor este situat la coordonatele 52°45′10″N 7°27′22″E / 52.7528°N 7.4561°E.

## Înființare
Situl Stadtveen, Kesselmoor, Süd-Tannenmoor a fost declarat sit de importanță comunitară în octombrie 1998 pentru a proteja un număr necunoscut de specii din flora spontană și fauna sălbatică aflate în arealul zonei. Situl a fost protejat și ca arie specială de conservare în octombrie 2009.

## Biodiversitate
Situată în ecoregiunea atlantică, aria protejată conține 7 habitate naturale: Lacuri și iazuri distrofice naturale, Pajiști umede nord-atlantice cu Erica tetralix, Turbării active, Mlaștini oligotrofe degradate, capabile încă de regenerare naturală, Mlaștini turboase de tranziție și turbării mișcătoare, Depresiuni pe substraturi de turbă de Rhynchosporion, Mlaștini împădurite.
La baza desemnării sitului se află un număr nedeclarat de specii protejate.
Pe lângă speciile protejate, pe teritoriul sitului au mai fost identificate 1 specie de plante.